# Petronas Tower 3
Petronas Tower 3  precedentemente noto come Torre Carigali, è un grattacielo situato a Kuala Lumpur.

## Storia
I lavori di fondazione sono iniziati verso la fine del 2006 e si sono conclusi nel febbraio 2009. Nel gennaio 2009, Kuala Lumpur City Centre KLCC Properties Holdings Berhad (KLCCP) ha aggiudicato un contratto per la sovrastruttura a Daewoo Engineering and Construction, che ha iniziato a costruire la struttura superiore nel marzo 2009. La sezione del centro commerciale venne ultimata nel 2010, seguita dalla componente blocco uffici nell'ottobre 2011. La torre dell'ufficio ospita 78,000 m2 di spazi per uffici, mentre la parte commerciale dell'edificio misura 13,000 m2.

## Caratteristiche
L'edificio, alto 267 metri e con 60 piani, presenta i primi 6 piani occupati da un centro commerciale, mentre il resto dei piani superiori è costituito esclusivamente da spazi per uffici. È il quartier generale di Petronas Carigali, la sussidiaria E&P di PETRONAS e alcune delle consociate locali di multinazionali come Microsoft Malaysia. Insieme al centro congressi di Kuala Lumpur e al condominio Binjai, lo sviluppo di questo edificio rientra nella fase 2 del progetto di ammodernamento e riqualificazione della zona. Il costo di sviluppo è approssimato a 1 miliardo di RM.